# Sierra de la Hache
Al oeste del término municipal de Mesas de Ibor, se encuentra la conocida como sierra de la Hache, forma parte de la cordillera que marca el límite oeste del término municipal de Mesas con los municipios de Fresnedoso de Ibor, Campillo de Deleitosa y Valdecañas de Tajo. Es un afloramiento herciniano con abundante cuarcita y pizarra, donde su elevación media se sitúa en los 650 metros.
Recibe el nombre de la forma de la cresta en la que la risquera forma una especie de H, pero también porque en su falda este aparece un alineamiento de piedras que forman dicha letra y que por su longitud y altura es visible desde muchos kilómetros de distancia.